# タビストック人間関係研究所
タビストック人間関係研究所（タビストックにんげんかんけいけんきゅうじょ、Tavistock Institute of Human Relations）は、研究、コンサルティングおよびプロフェッショナル・デベロップメントを行う非営利組織の財団である。
1947年9月にロンドンで、タビストック・クリニック（1920年設立）のエリオット・ジェイクスらによって正式に設立された。英国における精神分析理論の拠点の一つとしても知られている。精神病理学、臨床心理学の分野で著名なタビストック・クリニックは研究所の母体である。
機関誌としてアメリカのセイジ出版から『ヒューマン・リレーションズ』を発行している。
エリオット・ジェイクスは経営学の分野ではグレーシャー計画で知られる。

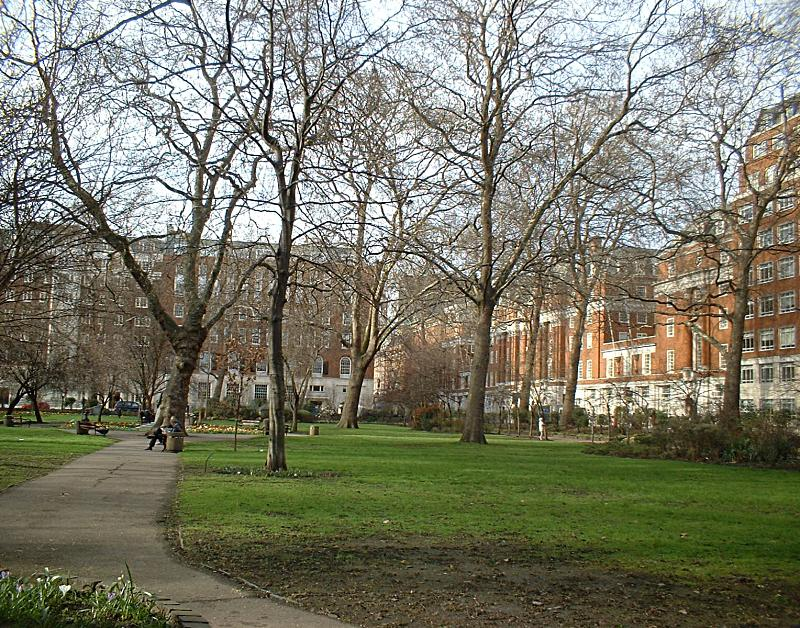
タビストック・クリニックがあったタビストック・スクエア。ロンドンのカムデン・ロンドン特別区のブルームスベリー。

## 沿革
前身団体はタヴィストック・クリニック（1920年設立）であるという説と、タヴィストック研究所（1922年設立）であるという説がある。
タヴィストック・クリニック前身説によれば、同クリニックは第二次世界大戦時にイギリス軍及びイギリス陸軍医学団とともに精神医学な研究調査を行い。戦争執行官人事委員会を設立運営し、戦争の終結のちには解放されたイギリス人戦争捕虜の市民再定住係を設立運営した 。戦争のあいだ、戦争執行官人事委員会では社会的影響力のある人物に対する聴取も多く行われ、事業にあたったグループが研究を継続しようと考えたこと、タヴィストック・クリニックではそうした研究ができないとされたこと、また、国民保健サービスの一部として研究を行う意向があったことから、1947年の設立に至った 。
研究施設を整えたのは、ロックフェラー財団であった。
また、ジョン・コールマンによる主張である前身をタヴィストック研究所とする説によれば、第1次世界大戦時はドイツの残虐性をイギリス国民に流布させる謀略を行っていた。ドイツ帝国軍がベルギーで「婦人の腹をかき切って殺した」とか「子供を持ち上げて銃剣で刺した」といった残虐行為を捏造して流したため、世界中の世論が対ドイツ憎悪で沸騰した。人間を「操作する」行動主義科学の先駆的研究も行う。

## 設立メンバー
- エリオット・ジェイクス（英語版）- 日本語では「エリオット・ジャックス」としている場合もある。
- ヘンリー・ディックス（英語版）
- レオナード・ブラウン（英語版）
- ロナルド・ハーグリーヴス（英語版）
- ジョン・ローリングス・リース（英語版）- 後の世界精神保健連盟（WFMH）設立者
- メアリー・ラフ（英語版）
- ウィルフレッド・ビオン
- トミー・ウィルソン（英語版） - チェアマン

### 後の参加メンバー
- ジョン D. サザーランド（英語版）
- ジョン・ボウルヴィ（英語版）
- エリック・トリスト（英語版）
- フレッド・エメリー（英語版）
- クルト・レヴィン - タビストックの仕事に重要な影響を与えた、アメリカのフランクフルト学派のメンバー
- イザベル・メンジーズ・リス（英語版）

## タビストック人間関係研究所の登場するフィクション作品

### ゲーム
『ROBOTICS;NOTES』
5pb.とニトロプラスのコラボレーション企画「科学アドベンチャーシリーズ」第3作・拡張科学アドベンチャー。アニメ版『ROBOTICS;NOTES』の中でも、君島レポートによってNASAやタヴィストック研究所の陰謀の一部が主人公達に明かされている。
また、過去シリーズの『CHAOS;HEAD』、『STEINS;GATE』でも300人委員会やエシュロンなど陰謀論関連のガジェットが登場している。